# 邵循恪
邵循恪（1911年—1975年）字恭甫，福建福州人。中华民国及中华人民共和国法学家、政治学家。

## 生平
邵循恪幼年由“四书”开蒙。1926年入清华大学，与兄邵循正（后来成为历史学家）一同就学于政治学系，邵循恪学习国际法和国际关系，是清华大学政治学系创建后的第一批学生。1930年，邵循恪入清华研究院法科政治研究所，1933年成为该院首批毕业生。后因成绩优异，获遣送留学美国，继续学习国际法和国际关系，获芝加哥大学博士学位。
抗日战争爆发后，邵循恪1939年回国，受聘担任西南联合大学法商学院政治系教授，开《国际公法判例》等课程，和其他教授共同培养了陈体强、端木正等日后的知名法学家。邵循恪还曾任昆明宪政讨论会研究委员会委员，并且在《当代评论》周刊上撰文议论时政，多次参加西南联大、昆明广播电台、中国国际同志会等团体举办的国际关系问题讲座，发表《国际和平组织的过去与未来》、《第二次世界大战与国际法》等演讲。
抗日战争胜利后，邵循恪任清华大学法学院政治学系兼法律学系教授，还曾任教于武汉大学。后来留在大陆。
1975年，邵循恪逝世。

## 著作
- The Clausula Rebus sic Stantibus（国际法上的情势变迁主义）, 1934[1]
- 最近欧洲疆界问题，1939年[1]

## 家庭
- 祖父：邵积诚，曾任贵州布政使、护理巡抚。[3]